# Соболевская акция
Соболевская акция (болг. Соболева акция) является одним из самых масштабных пропагандистских мероприятий БРП(к) во время Второй мировой войны (1941). Она имело своей целью оказать нажим на премьер-министра Болгарии Богдана Филова и болгарского царя Бориса III и склонить их к принятию предложения СССР о заключении пакта о взаимопомощи с Болгарией.
В ходе Соболевской акции активисты БРП(к) при поддержке своих союзников из политической группы «Звено», БЗНС и БРСДП (ш. с.) добились отправления сотен обращений, телеграмм и воззваний, в которых представители всей болгарской общественности — рабочие, крестьяне, интеллигенция, старшеклассники, студенты и пр. — призывали Народное собрание, правительство Болгарии и царя Бориса III принять предложение СССР. Болгарские историки оценивают количество собранных подписей в пределах от 340 тыс. до полутора миллионов.

## Предложение СССР
24 ноября 1940 года в Софию прибыл Аркадий Соболев, Генеральный секретарь Народного комиссариата иностранных дел СССР. Он вручил царю Борису III письменное предложение своего правительства, которое состояло из 12 пунктов. В них СССР предлагал Болгарии:
- «поддержку в осуществлении её национальных устремлений не только в Западной, но и в Восточной Фракии», где Болгария недавно потеряла обширные территории в Межсоюзнической и Первой мировой войнах;
- «всяческую, в том числе и военную, помощь в случае угрозы со стороны третьей державы или группы стран» – здесь имелись в виду Турция и британо-франко-турецкий военный союз от 19 октября 1939 года[3] о взаимопомощи в случае переноса боевых действий в регион Средиземноморья;
- «всяческую помощь деньгами, продовольствием, вооружением и сырьём»;

В ответ на свои предложения СССР просил Болгарию только об одном: «оказать помощь СССР в случае возникновения реальной угрозы интересам Советского Союза на Чёрном море или в районе проливов» − Босфор и Дарданеллы.
В своих мемуарах супруга болгарского царя Йоанна Савойская написала, что «ходил слух о настоятельных требованиях для русской морской базы в Бургасе». Это подтверждается одним из условий присоединения СССР к Тройственному пакту, которые Молотов передал 25 ноября 1940 года германскому послу в Москве В. Шуленбургу: если в ближайшие месяцы будет обеспечена безопасность СССР в проливах путём заключения пакта взаимопомощи между СССР и Болгарией, находящейся по своему географическому положению в сфере безопасности черноморских границ СССР, и организации военной и военно-морской базы СССР в районе Босфора и Дарданелл на началах долгосрочной аренды.

## Отказ
Хотя советское предложение недвусмысленно оговаривало, что «предлагаемый пакт никоим образом не затрагивает внутренний режим, суверенитет и независимость Болгарии», Богдан Филов и Борис III не поверили этому, учитывая произошедшее незадолго до этого присоединение Прибалтики к СССР.
В последнем, двенадцатом, пункте советского предложения говорилось, что «при условии заключения пакта о взаимной помощи с СССР отпадают возражения против присоединения Болгарии к известному пакту трёх держав. Вполне вероятно, что и Советский Союз в этом случае присоединится к Тройственному пакту». Это тоже настораживало болгар.
27 ноября советскому послу в Софии Александру Лаврищеву был вручён ответ. Он был весьма любезен и деликатен, почти в пять раз длиннее самого предложения СССР, но всё же это был отказ.

## Кампания
Ещё 25 ноября генеральный секретарь Исполкома Коминтерна и руководитель Заграничного бюро ЦК БРП(к) Георгий Димитров был вызван в Кремль к Сталину. Он сказал Димитрову: «Мы сегодня делаем болгарам предложение о заключении пакта о взаимопомощи… Если болгары не примут это наше предложение, они попадут целиком в лапы немцев и итальянцев и тогда погибнут. Нужно, чтобы это предложение знали в широких болгарских кругах».
Димитров послал соответствующую директиву в БРП(к), и она задействовала все свои ресурсы. На заседании Политбюро ЦК БРП(к) в Софии было разработано обращение к болгарскому народу с кратким изложением советского предложения и с призывом требовать его принятия. Помимо обращения были отпечатаны и переписаны от руки листы для сбора подписей в пользу пакта в тысячах экземпляров. Для участия в акции были привлечены все члены и сторонники болгарской компартии, где бы они ни находились, даже в ссылке или в тюрьме, несмотря на риск. Агитацией занялись участники подпольных партийных организаций, которые до этого долго и с большим трудом пробирались к должностям на почтах, вокзалах, военных заводах и в государственном аппарате.
В считанные дни страна была засыпана листовками. Ремсисты покрыли стены домов и ограды лозунгами: «Требуем пакта с СССР. Да здравствует союз с СССР!». То же самое они писали на чёрных досках в школах и университетах и поднимали красные знамёна с серпом и молотом на заводских трубах и государственных учреждениях. Почтовые отделения были завалены коллективными и личными письмами и телеграммами в официальные органы с требованием заключения пакта, а делегации рабочих, служащих, крестьян и учащихся посещали государственные учреждения, вплоть до дворцовой канцелярии, чтобы заявить о своём желании.
Митка Грыбчева, позже участница боевых групп БКП, вспоминает об участии престарелого коммуниста в Софии, который с трудом передвигался и через каждые несколько шагов останавливался, чтобы отдышаться. Тем не менее «он обходил несколько кварталов, и многие люди поставили свои подписи, видя его белые волосы».
Знаменитый болгарский поэт-антифашист Никола Вапцаров написал свою известную «Крестьянскую хронику» (болг. Селска хроника), которая заканчивалась словами:
| Селска хроника    | Крестьянская хроника  |                 |
| ...               | ...                   |                 |
| Та казвам аз,     | А говорю я            |                 |
| понеже няма       | так, как нет          |                 |
| олио              | подсолнечного масла   |                 |
| и хлябът е        | и хлеб                |                 |
| от мъката по-чер, | чернее наших мучений, |                 |
| един е лозунга:   | один есть лозунг:     |                 |
| Терора долу!      | Долой террор!         |                 |
| Съюз със СССР!    | Союз с СССР!          | Никола Вапцаров |

## Итоги
Поддержка болгарской общественности превзошла все ожидания Сталина и БРП(к). По данным историков социалистической Болгарии, удалось собрать 340 тысяч индивидуальных и коллективных обращений, содержавших 1,5 млн. подписей. Современные критики и противники социализма в Болгарии говорят лишь о 340 тысячах подписей, однако даже это число является весомым результатом для середины XX века.
К тому времени Гитлер уже не мог рассчитывать на союз с Турцией, Грецией и Югославией. Его единственным союзником на Балканах была Румыния, которая имела общую границу с СССР и находилась довольно далеко от Босфора и Дарданелл. Гитлер добивался союза с Болгарией любой ценой: 1 января 1941 года Богдан Филов был тайно вызван в Австрию якобы для лечения, а 4 января встретился инкогнито с Иоахимом фон Риббентропом в железнодорожном вагоне на вокзале в Зальцбурге, после чего оба пошли к Гитлеру в его резиденцию. Риббентроп и Гитлер добились согласия болгарского премьер-министра, а тот, в свою очередь, добился согласия болгарского царя на поддержку Тройственного пакта, хотя Борис III колебался до последнего и, по признанию самого Б. Филова, говорил, что «предпочёл бы отречься от престола и броситься в объятия России, хотя это означало большевизацию Болгарии».
Листовки БРП, свидетельствовавшие о хорошей осведомленности болгарских коммунистов о миссии Соболева, спровоцировали заявления правительственных кругов о вмешательстве СССР во внутренние дела Болгарии, и это усилило недовольство Гитлера Москвой. Когда же «неуклюжесть» советской дипломатии стала очевидна самому Сталину, всю вину решили свалить на Г. Димитрова. 28 ноября вечером его вызвал Молотов и раздражённо объяснил, что имелась в виду лишь устная кампания в начале января 1941 года. ЦК БРП сообщил, что выпускает новое воззвание, адресованное всем слоям болгарского общества и составленное в духе полученных от Г. Димитрова новых указаний. С этого времени и до вступления Болгарии в Тройственный пакт в марте 1941 года БРП стремилась проводить кампанию на более широкой социальной основе, привлекая к сотрудничеству членов политической группы «Звено», БЗНС и БРСДП (ш.с.).
Во время Соболевской акции болгарская полиция выявила и взяла на учёт множество сотрудников коммунистического подполья. После 22 июня 1941 года, когда Движение Сопротивления в Болгарии начало активные действия, это обернулось серией провалов, арестов, пыток и казней. В феврале 1941 года был арестован в первый раз Никола Вапцаров, которого осудили за сбор подписей в Разлогском округе и агитацию в пользу СССР. Стихотворение «Крестьянская хроника» было предъявлено в суде как обвинительная улика, и, согласно закону о защите государства, Вапцарова сослали в Годеч. По всей стране прокатилась волна репрессий против коммунистов, но власть оправдывала подобные меры законом о защите государства.
Массовое всенародное движение поддержки пакта о взаимопомощи создало в высших кругах советского руководства «шапкозакидательские» представления о внутренней политической обстановке в Болгарии. В первые дни после 22 июня 1941 года советскими подводными лодками и самолётами на территорию Болгарии нелегально были заброшены 55 деятелей БРП(к). Их целью было объединение разрозненных групп сопротивления в единую сеть и координация её деятельности для нанесения максимального ущерба как немецким войскам, так и деятелям пронацистского режима. Однако диверсанты не имели даже гражданской одежды, не говоря об устойчивой системе связи и агентурном обеспечении. С другой стороны, к тому времени болгарская полиция выявила почти всех коммунистических агентов, хорошо сознавала опасность и основательно готовилась к началу войны. Многие диверсанты и их болгарские помощники были арестованы в первые недели после десантирования.
В 1941 году болгарская полиция разгромила 40 подпольных организаций сопротивления, в 1942 году это удалось сделать уже с 178 организациями, а в 1943 году — 160.
9 июля 1942 года в Софийским военно-полевом суде начался Процесс парашютистов, который завершился 26 июля вынесением смертного приговора 18 подсудимым из 27, среди которых был и Цвятко Радойнов. Годом позже был полностью разгромлен весь ЦК БРП(к) – 23 июля 1942 года закончился Процесс над ЦК БРП, на котором Софийский военно-полевой суд приговорил 12 человек к смертной казни (6 из них — заочно), 2 человек к пожизненному заключению и более 40 — к различным срокам заключения. На следующий день приговоры смертной казни были приведены в исполнение на стрельбище Школы офицеров запаса в Софии, где были расстреляны Никола Вапцаров, Антон Иванов, Антон Попов, Атанас Романов, Пётр Богданов и Георгий Минчев.